# 許厄博登湖
46°56′11″N 9°8′4″E / 46.93639°N 9.13444°E

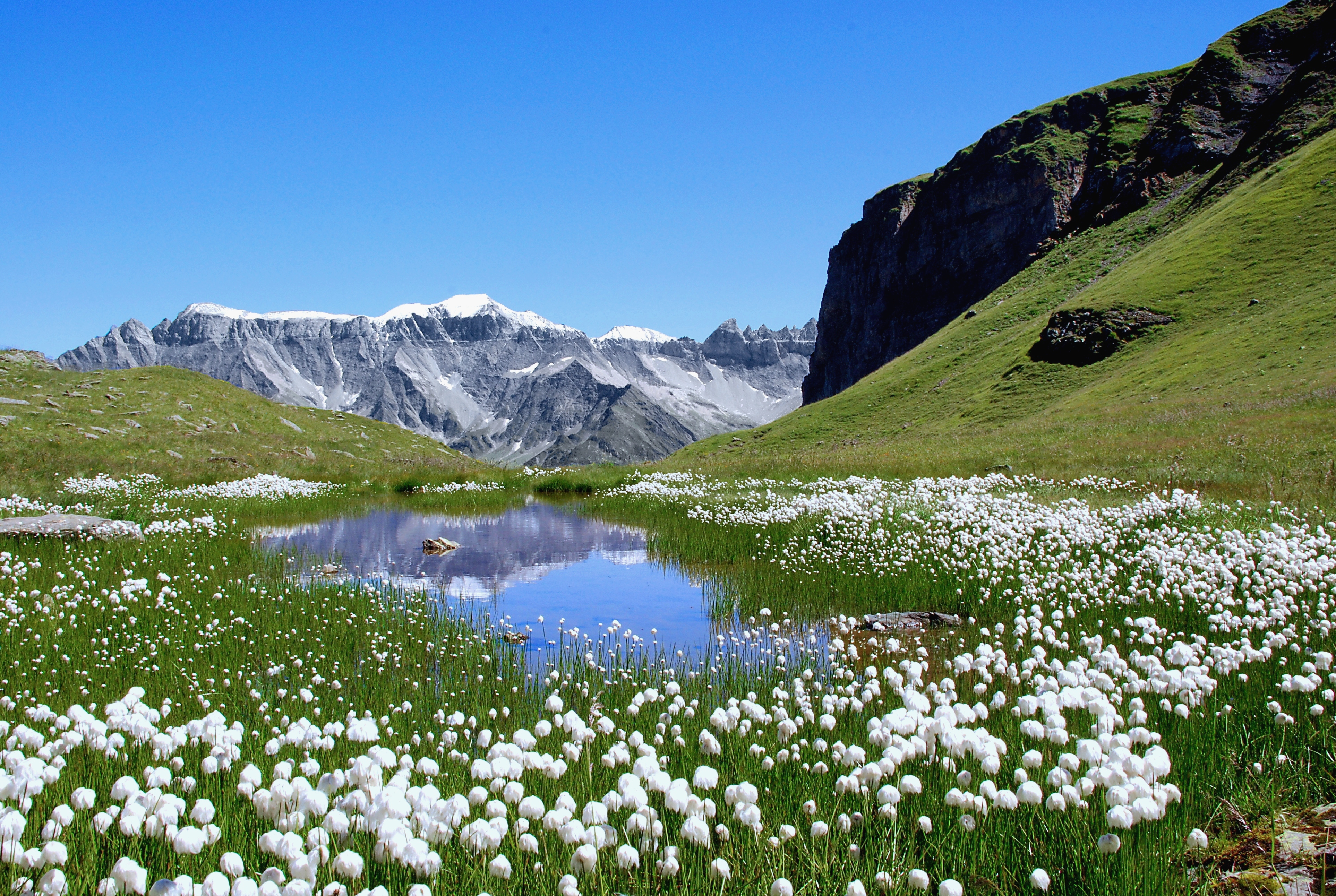

許厄博登湖（Chüebodensee），是瑞士的湖泊，位於該國東部，由格拉魯斯州負責管轄，面積0.01平方公里，海拔高度2,046米，該湖泊適合游泳和捕魚等活動。